# Хрватско народно вијеће у Босни и Херцеговини
Хрватско народно вијеће у Босни и Херцеговини (хрв. Hrvatsko narodno vijeće BiH), или само ХНВБиХ (хрв. HNV BiH), јесте невладина и грађанска организација босанскохерцеговачких Хрвата са сједиштем у Сарајеву.

## Историја

### Позадина
Хрватска демократска заједница Босне и Херцеговине је освојила 15% гласова на општим изборима у БиХ одржавним 1990. године на основу хрватске националистичке платформе (са Хрватима који су чили 17% бирачког тијела, ХДЗ је стекао убједљиву већину хрватских гласова) и освојила је већину или релативну већину у претежног хрватским општинама. Те општине су касније проглашене територијом Хрватске заједнице Херцег-Босне и већина Хрвата се повукла из претежног муслиманске владе у Сарајеву. Оружане снаге Херцег-Босне су од тада до почетка 1994. године биле у сукобу са муслиманском Армијом Републике Босне и Херцеговине.

### Сарајевска иницијатива
У фебруару 1994. године Хрватско народно вијеће у БиХ је основано уз подршку хрватског члана предсједништва Републике Босне и Херцеговине, предсједавајућег Хрватске сељачке странке Иве Комшића. Он је окупио хрватске политичаре и интелектуалце у БиХ, као што су Иван Ловреновић, неколико припадника католичког клира (мјесни франачки фратри и сарајевски надбискуп), који су се успротивили ХДЗ политици и стварању хрватског ентитета у БиХ 1992, Херцег-Босне, називајући то „неодговорним”.
Окупили су се у Сарајеву на Сабору Хрвата Босне и Херцеговине у организацији координације инстутиција и друштва босанскохерцеговачких Хрвата. У декларацији Сабора су позвали на крај рата и помирење Муслимана и Хрвата, предлажући федерализацију земље подјелом на кантоне. То је био одговор на концепт БиХ организоване у три етничке федералне јединице (муслиманске, српске и хрватске), приједлог о коме је расправљала међународно заједница на мировним преговорима у Женеви у то вријеме. Концепт Декларације је постао међународни, а нарочито америчка подршка је утрла пут до Вашингтонског споразума у марту 1994. године, којим је створена Муслиманско-хрватска федерација, сачињена од 10 кантона, а чиме је завршен Муслиманско-хрватски рат.

## Политички положај
Након оснивања Хрватско народно вијеће у БиХ је поставило сљедеће принципе:
- хрватски витални интерес је државна цјеловитост БиХ;
- престанак свих ратних дјеловања;
- осигуравање континуитета државотворности сва три народа и њихова једнакоправност у БиХ;
- одбацивање сваког рјешења кризе у БиХ које санкционише етничке прогоне и омогућује наставак етничког чишћења;
- захтјева се повратак свих прогнаних и избјеглих у њихове домове;
- предлаже се федерално уређење БиХ на кантоналној основи.

Послије завршетка рата у БиХ и потписивања Дејтонског мировног споразума, ХНВБиХ је наставила да дјелује као невладина организација која се супрострављала приједлозима за стварање већински хрватске федералне јединице у БиХ. Уско сарађује са Хрватским културним друштвом Напредак из Сарајева.

## Значајни чланови
- Иво Комшић
- Иван Ловреновић
- фра Лука Маркешић (1937—2014)
- Иван Маркешић
- Маријо Пејић (1977—2021)